# Factor Lorentz
Factorul Lorentz sau termenul Lorentz apare în câteva ecuații din teoria relativității restrânse, inclusiv dilatarea temporală, contracția distanțelor, și formula masei relativiste. Datorită frecvenței sale de apariție, fizicienii o reprezintă în general cu simbolul prescurtat γ. Factorul Lorentz își trage numele de la Hendrik Lorentz.
Este definit ca:
{\displaystyle \gamma \equiv {\frac {c}{\sqrt {c^{2}-u^{2}}}}={\frac {1}{\sqrt {1-\beta ^{2}}}}={\frac {\mathrm {d} t}{\mathrm {d} \tau }}}
...unde:
{\displaystyle \beta ={\frac {u}{c}}} este viteza raportată la viteza luminii,
u este viteza raportată în sistemul de referință unde este măsurat timpul t
τ este timpul propriu, și
c este viteza luminii.

## Demonstrația factorului Lorentz
S-a observat ca legile de mișcare galileiene nu sunt valabile pentru viteze mari , așa că ele trebuie generalizate astfel încât să respecte postulatele relativitații restranse:
- să fie simetrice în raport cu ambele referențiale (echivalența referențialelor);
- să fie liniare , adică variabilele care intervin să apară la puterea întai (altfel contrazice prima cerință);
- pentru situațiile limită să conducă la relațiile de transformare galileiene (v<<c).

Fie atunci referențialul S si un referențial S' in mișcare uniforma față de S cu viteza V.Inițial ele se află in acelasi punct.Timpii sunt înregistrați diferit,iar inițial {\displaystyle t=t'=0} . Relațiile de transformare sunt:
{\displaystyle x'=\gamma (x-Vt)}   (1)
{\displaystyle x=\gamma (x'-Vt')}  (2)
Dar conform celui de-al doilea postulat viteza luminii este aceeași în ambele sisteme de referință.Putem înlocui {\displaystyle x'=c*t'} și {\displaystyle x=c*t}.Atunci obținem din (1):
{\displaystyle c*t'=\gamma (c*t-Vt)} , de unde obținem {\displaystyle \gamma =(c*t')/(c*t-Vt)}
Și analog obținem din (2) : {\displaystyle \gamma =(c*t)/(c*t'-Vt')}
Înmulțind membru cu membru ultimile doua formule obținem {\displaystyle \gamma ^{2}=c^{2}tt'/(tt'(c-V)(c+V))} {\displaystyle \Longleftrightarrow \gamma =1/{\sqrt {1-V^{2}/c^{2}}}}
Deci   {\displaystyle \gamma ={1 \over {\sqrt {1-v^{2}/c^{2}}}}}

## Aproximări
Factorul Lorentz are următoarea serie Maclaurin:
{\displaystyle \gamma (\beta )=1+{\frac {1}{2}}\beta ^{2}+{\frac {3}{8}}\beta ^{4}+{\frac {5}{16}}\beta ^{6}+{\frac {35}{128}}\beta ^{8}+...}
Aproximarea γ ≈ 1 + 1/2 β2 se folosește uneori pentru a calcula efectele relativiste la viteze mici. Eroarea este de 1% pentru v < 0.4 c (v < 120,000 km/s), și de maxim 0.1% pentru v < 0.22 c (v < 66,000 km/s). 
Versiunile trunchiate ale acestei serii permit fizicienilor să demonstreze că teoria relativității restrânse se reduce la mecanica newtoniană la viteze reduse. De exemplu, în relativitatea restrânsă, sunt valabile următoarele ecuații:
{\displaystyle {\vec {p}}=\gamma m{\vec {v}}}
{\displaystyle E=\gamma mc^{2}\,}
Pentru γ ≈ 1 și γ ≈ 1 + 1/2 β2, respectiv, acestea se reduc la formulele newtoniene echivalente:
{\displaystyle {\vec {p}}=m{\vec {v}}}
{\displaystyle E=mc^{2}+{\frac {1}{2}}mv^{2}}
Ecuația factorului Lorentz poate fi și inversată pentru a da:
{\displaystyle \beta ={\sqrt {1-{\frac {1}{\gamma ^{2}}}}}}
Aceasta are forma asimptotică:
{\displaystyle \beta =1-{\frac {1}{2}}\gamma ^{-2}-{\frac {1}{8}}\gamma ^{-4}-{\frac {1}{16}}\gamma ^{-6}-{\frac {1}{128}}\gamma ^{-8}+...}
Primii doi termeni sunt uneori folosiți pentru a calcula rapid viteze pentru valori mari ale lui γ. Aproximarea β ≈ 1 - 1/2 γ-2 are o eroare de maxim 1% pentru γ > 2, și 0.1% eroare pentru γ > 3.5.

## Valori

Factorul Lorentz în funcție de viteză. Începe la valoarea 1 și tinde la infinit pentru.

| Viteza                     | factorul Lorentz        | inversul                  |
| {\displaystyle \beta =v/c} | {\displaystyle \gamma } | {\displaystyle 1/\gamma } |
| -------------------------- | ----------------------- | ------------------------- |
| 0.010                      | 1.000                   | 1.000                     |
| 0.100                      | 1.005                   | 0.995                     |
| 0.200                      | 1.021                   | 0.980                     |
| 0.300                      | 1.048                   | 0.954                     |
| 0.400                      | 1.091                   | 0.917                     |
| 0.500                      | 1.155                   | 0.866                     |
| 0.600                      | 1.250                   | 0.800                     |
| 0.700                      | 1.400                   | 0.714                     |
| 0.800                      | 1.667                   | 0.600                     |
| 0.866                      | 2.000                   | 0.500                     |
| 0.900                      | 2.294                   | 0.436                     |
| 0.990                      | 7.089                   | 0.141                     |
| 0.999                      | 22.366                  | 0.045                     |

## Rapiditatea
Dacă tanh r = β, atunci γ = cosh r. Aici, unghiul hiperbolic r este cunoscut sub numele de rapiditate. Rapiditatea are proprietatea că rapiditățile relative sunt aditive, proprietate utilă, pe care viteza nu o are.
Uneori (mai ales în discuțiile despre viteză superluminică) γ este scris Γ (gamma mare) și nu γ (gamma mic).
Factorul Lorentz se aplică în dilatarea temporală, contracția distanțelor și masa relativistă, relativă la masa în repaus în relativitatea restrânsă. Un obiect în mișcare față de un observator va fi văzut ca mișcându-se mai încet, datorită înmulțirii cu gamma a timpului său propriu. Tot atunci, lungimea lui este mai scurtă, ca și cum lungimea sa a fost împărțită la γ. 
Cu γ se mai notează rareori și {\displaystyle {\frac {\mathrm {d} \tau }{\mathrm {d} t}}={\sqrt {1-\beta ^{2}}}}. Aceasta va face simbolul γ ambiguu, astfel că mulți autori preferă să evite posibila confuzie scriind termenul Lorentz explicit.

## Calcul
Unul din postulatele fundamentale din teoria relativității restrânse a lui Einstein este că toți observatorii inerțiali vor măsura aceeași viteză a luminii în vid indiferent de mișcarea lor reciprocă sau relativă la sursa de lumină. Să ne imaginăm doi observatori: primul, observatorul {\displaystyle A}, se deplasează cu viteza constantă {\displaystyle v} în raport cu un al doilea sistem de referință inerțial în care observatorul {\displaystyle B} este în repaus. {\displaystyle A} îndreaptă un laser "în sus" (perpendicular cu direcția de deplasare). Din perspectiva lui {\displaystyle B}, lumina se deplasează în unghi. După o perioadă de timp {\displaystyle t_{B}}, {\displaystyle A} s-a deplasat (din punctul de vedere al lui {\displaystyle B}) pe o distanță {\displaystyle d=vt_{B}}; lumina a călătorit (tot din punctul de vedere al lui {\displaystyle B}) o distanță {\displaystyle d=ct_{B}} în unghi. Componenta verticală a drumului {\displaystyle d_{t}} al luminii poate fi rezolvată prin teorema lui Pitagora.
{\displaystyle d_{t}={\sqrt {(ct_{B})^{2}-(vt_{B})^{2}}}}
Scoțând factor comun {\displaystyle ct_{B}} rezultă,
{\displaystyle d_{t}=ct_{B}{\sqrt {1-{\left({\frac {v}{c}}\right)}^{2}}}}
Această distanță este aceeași pe care o vede {\displaystyle A} ca parcursă de lumină. Deoarece lumina se deplasează cu viteza {\displaystyle c}, timpul lui {\displaystyle A}, {\displaystyle t_{A}}, va fi egal cu {\displaystyle {\frac {d_{t}}{c}}}. Deci
{\displaystyle t_{A}={\frac {ct_{B}{\sqrt {1-{\left({\frac {v}{c}}\right)}^{2}}}}{c}}}
care se reduce la
{\displaystyle t_{A}=t_{B}{\sqrt {1-{\left({\frac {v}{c}}\right)}^{2}}}}

## Vezi si
Transformare Lorentz